# 広川勝美
広川 勝美（ひろかわ かつみ、1936年 - ）は、日本の国文学者。学位は、文学博士（國學院大学・論文博士・1986年）（学位論文『ものがたり研究序説』）。同志社大学名誉教授。

## 略歴
徳島県生まれ。同志社大学文学部国文科卒業、同大学院文学研究科修了。1986年『ものがたり研究序説』で國學院大學より文学博士の学位を取得。同志社大学文学部助教授、教授、2002年退任、名誉教授。2019年、瑞宝中綬章受章。「こころの道推進会議」代表幹事、神仏霊場会組織委員長。

## 著書
- 『土くれの語り部たち 木地師と遍路と地芝居と』創世記　1977　創世記寺小屋講座
- 『ものがたり研究序説 伝承史的方法論』桜楓社　1985
- 『犯しと異人 むかし話の基層』人文書院　1986
- 『深層の天皇 源氏物語の古京』人文書院　1990
- 『源氏物語探求 都城と儀式』おうふう　1997
- 『源氏物語花の都名所遊覧』同志社　2000　新島講座
- 『神と仏の風景「こころの道」 伊勢の神宮から比叡山延暦寺まで』2008　集英社新書

## 共編著
- 『物語と説話』編　汐文社　1974
- 『神話・禁忌・漂泊 物語と説話の世界』編著　桜楓社　1976
- 『源氏物語の植物』編　笠間書院　1978
- 『民間伝承集成 語り部の記録』4-6、15　土橋寛監修 編　創世記　1979-80
- 『伝承の神話学 アイデンティティのトポロジー』編　人文書院　1984
- 『古代文学の様式と機能』土橋寛共編　桜楓社　1988
- 『儀礼言語の様式』駒木敏共著　桜楓社　1989
- 『源氏物語地名と方法』南波浩共編　桜楓社　1990
- 『伝承の古層 歴史・軍記・神話』水原一共編　桜楓社　1991　伝承と様式
- 『源氏物語と古代世界』伊井春樹,高橋文二共編　新典社　1997